# Leptoseris striata
Leptoseris striata is een rifkoralensoort uit de familie van de Agariciidae. De wetenschappelijke naam van de soort is voor het eerst geldig gepubliceerd in 2002 door Fenner & Veron.